# Villa d'Este
Villa d'Este je vila u Tivoliju, u blizini Rima (Italija) koja je kao jedinstven primjer renesansne arhitekture i talijanskog vrta upisana na kao UNESCO-ov popis svjetske baštine.  

## Povijest
Vilu d'Este je naručio kardinal Ippolito II. d'Este, sin Alfonsa I. i Lukrecija BorgiaLukrecije Borgije, unuk pape Aleksandra VI. Njega je papa Julije III. postavio za upravitelja Tivolija darujući mu već postojeću benediktinsku vilu koju su pape konfiscirale još u 13. stoljeću. On ju je dao potpuno rekonstruirati prema planovima P. Ligorija u izvedbi arhitekta i inženjera iz Ferrare - A. Galvanija, dvorskog arhitekta obitelji Este. Glavni slikar ambicioznih unutarnjih dekoracija bio je Livio Agresti iz Forlìja, a Pirro Ligorio, koji je bio zadužen za ikonografski program unutarnjih freski, također je trebao isplanirati vrtove oko vile. U tome mu je pomogao Tommaso Chiruchi iz Bolonje, jedan od najvještijih inženjera hidraulike 16. stoljeća koji je već radio na fontanama vile Lante, ali i Francuz Claude Venard, iskusni graditelj hidrauličkih orgulja.
Pri gradnji vile, graditeljima je kao inspiriracija (ali i kao izvor mramorne građe i ukrasnih skulptura ) koristila obližnja Hadrijanova vila, palača cara Hadrijana iz 2. stoljeća. Od nje su kopirali tehnike hidrauličnog inženjerstva za opskrbu vodom dotad neviđenog broja fontana.   
Od 1550. do njegove smrti 1572. godine, kada je vila bila skoro dovršena, kardinal d'Este je stvorio dvorski ambijent okružen spektakularnim terasastim vrtom u kasno-renesansnom manirističkom stilu, koji je potpuno iskoristio prednost lokacije na padini uz inovativno rješenje problema dotoka dovoljne količine vode potrebne za brojne kaskade, bazene, kanale, cisterne i fontane (giochi d'acqua). Krajnji rezultat je bila prva od mnogih vila u okolici Rima izgrađenih u 17. stoljeću (Villa Lante, Villa Farnese u Capraroli, te Villa Aldobrandini i Villa Torlonia u Frascati). Ovakvo planiranje vrta s vodenim strukturama u fantastičnoj mješavini arhitektonskih elemenata i poludivlje prirode je imalo snažan utjecaj na europski vrtni urbanizam i kasnije je kopirano u brojnim građevinama od Portugala do Poljske.
Kardinal Alessandro d'Este je od 1605. godine popravio i produžio vrtove. U 18. stoljeću vila je pripala Habsburgovcima, nakon što ju je Ercole III. d'Este, vojvoda Modene ostavinski proslijedio Mariji Beatrice Ricciardi d'Este, supruzi Nadvojvodi Ferdinandu I. Habsburškom. Uslijedilo je zapostavljanje vile i vrtova u kojemu je hidraulika propala, a mnoge skulpture koje je skupio Ippolito d'Este raznesene na druge lokacije. Slikovito propadanje ruševne vile, koji su zabilježili brojni slikari (npr. Carl Blechen), je zaustavio kardinal Gustav von Hohenlohe, koji je ponovno oživio vrtove i organizirao koncerte.  Naposljetku je vilu d'Este kupila talijanska država nakon Prvog svjetskog rata i dala ju obnoviti, prilikom čega su joj vraćene slike iz Državne galerije u Rimu.
Jean Garrigueje svojom zbirkom pjesama Šetnja vodenim parkom vile d'Este (1959.) samo nastavio dugu tradiciju pjesništva inspiriranog njenim vrtovima, a Kenneth Anger je u njenom vrtu snimio film Eaux d'artifice.
U vili d'Este se također naazi i obrazovni muzej antiknih knjiga (Museo Didattico del Libro Antico).

## Vila
Sama vila s tri strane okružuje dvorište iz 16. stoljeća koje je nekada bio klaustar benediktinskog samostana. Fontana na bočnom zidu, uokvirena dorskim stupovima, sadrži skulpturu Nimfe u lažnoj špilji (grotto)iznad koje je simbol obitelji d'Este – orao. Glavni središnji ulaz vodi u Appartamento Vecchio ("Stara soba") s alegorijskim freskama na svodu koje je naslikao Livio Agresti s učenicima. Ova soba, izgrađena za Ippolita d'Este, ima spektakularni pogled duž glavne osi vrtova koja se terasasto spušta. S njene lijeve i desne strane su privatne sobe,  između ostalog Ippolitova knjižnica, spavaća soba s kapelom i privatne stube za donju sobu, tzv. Appartamento Nobile, koji izlazi ravno na Veliku ložu povezanu sa šljunkovitom terasom ukrašenom motivom slavoluka. Gornja terasa vile završava balkonom, koji ima balustrade na lijevom kraju, a s kojega se pruža pogled na vrtove i dolinu ispod.

## Vrtovi
Vrtovi imaju plan središnje osi sa sekundarnima koje se križaju s glavnom, a svaka ima drukčiji raspored oko 500 slavina, fontana i bazena. Obilna količina vode dolazi iz rijeke Aniene (koja je dijelom skrenuta u grad, udaljen oko kilometra), ali i iz izvora Rivellese koji napaja cisternu ispod dvorišta vile. Vrt je danas dio organizacije Grandi Giardini Italiani.
Dvostruka simetrična stubišta oko središnje osi vrta vode od terase vile do sljedeće vrtne terase s Dijaninim grottom. On je bogato ukrašen freskama i sitnim mozaikom s jedne strane, dok je u sredini Fontana del Bicchierone ("Fontana velikog pehara"), gdje voda izvire iz naočigled prirodnog kamena u pehar u obliku školjke. 
Krajnje lijevo se nalazi kompleks fontana Rometta ("Mali Rim"), a s desna je Pirro Ligoriova Fontana dell'Ovato. Od obje ove fontane vode stubišta na sljedeću terasu sa kompleksom Stotinu fontana gdje brojne slavine pune dugo rustikalno korito. Posjetitelj može proći ispod vode kroz rustikalne arkade konkavnog nimfeuma ispunjenog mramornim nimfama (Giambattista della Porta). Iznad nimfeuma nalazi se Pegazova skulptura, Parnaška fontana i lov na Muze.
Ova terase je povezana s nižom Zmajevom fontanom koja dominira središnjom perspektivom vrta. Izgrađena je 1572. godine prilikom posjeta pape Grgura XIII. čiji je grb imao zmaja. Središnje stubište vodi preko drvenog mosta do tri četvrtasta riblja bazena koja su na najdonjoj osi vrtova, a završavaju vodenim orguljama Neptunove fontane.

## Vanjske poveznice
|  | Zajednički poslužitelj ima još gradiva o temi Villa d'Este |

- Villa d'Este – Službene stranice  Arhivirana inačica izvorne stranice od 22. srpnja 2011. (Wayback Machine)
- Tivoli - Villa d'Este – Ilustracije i opis
- Vrtovi vile d'Este